# Hygroamblystegium heppii
Hygroamblystegium heppii là một loài Rêu trong họ Amblystegiaceae. Loài này được (Heer) Broth. mô tả khoa học đầu tiên năm 1925.